# Paul Volcker
Paul Adolph Volcker (ur. 5 września 1927 w Cape May, zm. 8 grudnia 2019 w Nowym Jorku) – amerykański ekonomista, przewodniczący Rady Gubernatorów Systemu Rezerwy Federalnej (Fed) za czasów prezydentury Jimmy’ego Cartera i Ronalda Reagana (w latach 1979–1987).

## Życiorys
Kształcił się na Uniwersytecie w Princeton, Uniwersytecie Harvarda i w London School of Economics w latach 1969–1974. Był podsekretarzem Departamentu Skarbu Stanów Zjednoczonych odpowiedzialnym za międzynarodowe kwestie pieniężne. Odegrał istotną rolę w decyzji Stanów Zjednoczonych o zaprzestaniu opierania waluty na złocie w 1971. Po zakończeniu pracy w Departamencie Skarbu był prezesem Banku Rezerwy Federalnej w Nowym Jorku, od 1975 do 1979.
Za jego główną zasługę podczas pracy w Fed uważa się zakończenie kryzysu inflacyjnego Stanów Zjednoczonych z wczesnych lat 80. XX wieku poprzez ograniczenie podaży pieniądza, które nastąpiło dzięki radykalnym podwyżkom stopy procentowej. Inflacja wynosząca 9% w 1980 spadła do 3,2% w 1983. Zmniejszenie inflacji zostało dokonane kosztem zmniejszenia wzrostu PKB i zwiększenia bezrobocia, które urosło do najwyższej wartości od końca II wojny światowej. Jednak zarówno PKB, jak i bezrobocie powróciły do poprzednich wartości, kiedy dzięki tym działaniom problem inflacji został rozwiązany. Wkrótce po tym stopy procentowe zostały obniżone.
W kwietniu 2004 ONZ wydelegowała go do wykrycia przypuszczalnej korupcji w Iraku w programie „Ropa za żywność”. W raporcie podsumowującym dochodzenie skrytykował Kojo Annana, syna sekretarza generalnego ONZ Kofiego Annana, i szwajcarską firmę Cotecna Inspection SA (pracodawcę Kojo) za ukrywanie swoich powiązań.
Zajmował stanowisko przewodniczącego rady nadzorczej waszyngtońskiej Grupy Trzydziestu (Group of Thirty, G30).
W lutym 2009 stanął na czele Prezydenckiej Rady Doradczej Odbudowy Gospodarczej (ang. President’s Economic Recovery Advisory Board).